# 林國贊
林國贊（？—？），廣東省廣州府番禺縣人，清朝政治人物、進士出身。

## 生平
光緒十四年（1888年）曾任廣州學海堂山長。光緒十五年（1889年）己丑科二甲118名進士。同年五月，分部学习。官至刑部主事。

## 著作
精研史書，有《三國疆域志補正》三十卷、《讀三國志雜志》四卷、《三國志裴注述》二卷、《三國臆說》八卷、《讀史記日錄》四卷、《讀漢書日錄》八卷、《讀史叢考》十六卷、《讀諸史日錄》二十卷、《讀日知錄扎記》二卷等。